# جامع النهرين
جامع النهرين هو أحد مساجد صنعاء القديمة التاريخية، يقع في حي باب السباح ويطل على السائلة، اسمه منسوب إلى الناحية التي عُمِّر فيها إذ هي مشهورة بهذا الاسم منذ صدر الإسلام. كما حكى المؤرخين أنه وجد قبر في النهرين منذ عهد الخليفة ابو بكر الصديق.

## توسيعات وتجديدات الجامع
وسع فيه محمد بن علي، وهو شريف من أشراف ذهبان -حي في منطقة جَدِر شمال صنعاء- وقد شملت عملية التوسيع التي تمت منتصف القرن ال 13 الهجري بعض الإصلاحات في المسجد وزيادة مساحته. كما جدد عمارة الصوح (صحن أو ردهة المسجد) الحاج علي الوزان سنة 1311 هجرية/1893م.
بعد ذلك جرت عدة عمليات تجديد متعاقبة للجامع، حيث تم التجديد الثالث في سنة 1361هـ/1942م، وفيه أُجريت إصلاحات على المسجد، بالإضافة إلى بناء سبيل (خزّان مياه عام) إلى الجنوب من المسجد على يسار الطريق المؤدي إلى قبة المتوكل على الله القاسم. أما التجديد الرابع فكان عبارة عن توسعة في الجهة الشمالية من مساحة المسجد الأصلي، في سنة 1389هـ/ 1969م، والتي قام بها رجل الإحسان عبد الله بن محمد الجوفي، أحد تجّار صنعاء، وكانت مساحة تلك التوسعة أكبر من المسجد الأصلي نفسه. وفي سنة 1393هـ/ 1973م، قام ابنه محمد بن عبد الله بن محمد الجوفي بتجديد خامس مماثل للتجديد السابق، حيث أضيفت مساحة جديدة في الجهة الشرقية من المسجد الأصلي، ومساحة هذه التوسعة كانت أيضًا أكبر من مساحة المسجد الأصلي. وفي وقت لاحق قام المحسن نفسه محمد بن عبد الله بن محمد الجوفي، بتجديد سادس تمثّل بإضافة منشأة جديدة إلى المسجد، وهي عبارة عن مسجد للنساء يقع أسفل الزاوية الشمالية الشرقية للمسجد الحالي. تلا ذلك التجديد السابع وكانت هذه الإضافة على نفقة العلّامة حمود بن عباس المؤيد، وكانت عبارة عن مظلة (سقيفة) من الخرسانة محمولة على دعامتين مربعتين لتغطية وتظليل المدخل الشرقي للمسجد، وقام ببنائها الحاج محسن الآنسي ما بين عامي 1975 و 1977م، وتم جلب حجارة المظلة من محاجر ذهبان. أما التجديد الثامن والأخير، فقد تم عام 2002م وفيه تم هدم وبناء الملحقات الواقعة جنوب غرب المسجد، وهي ما يسمى بـ «المطاهير»، وهي أماكن الوضوء والاغتسال، وهي عبارة عن حمامات سفلية يعلوها طابق ثاني، كما تم هدم منازل الطلبة، وأعيد بناؤها من جديد بالحجارة والأسمنت. كما أُصلحت في هذا التجديد مجاري المياه والحمامات التابعة للمسجد.

## هدم الجامع
في يناير 2021، وفي عملية مفاجئة ومثيرة للشكوك والجدل قام مكتب الأوقاف بأمانة العاصمة صنعاء التابع لحكومة الحوثيين بصنعاء، وبصورة انفرادية، بهدم المسجد بحجة «انحراف قبلة المسجد» حسب ادعاء المكتب. وقد تركت عملية الهدم وما زالت آثارًا نفسية وخيمة على الأهالي والناس المترددين على هذا المعلم الإسلامي المقدس الذي تم بناؤه في عهد الخلافة الأولى، وعلى أناس آخرين وهيئات ومؤسسات مهتمين بالآثار والتراث، واصفين ما حدث اعتداء صارخ على أحد المعالم الإسلامية التاريخية والتي اعتاد المصلون وطلبة العلم ارتياده منذ مئات السنين. كما احتجت وزارة الثقافة والهيئة العامة للمحافظة على المدن التاريخية والهيئة العامة للآثار والمتاحف وأهالي الحي الموجود فيه المسجد على عملية الهدم، معتبرين السبب غير مقنع ويضع علامات استفهام كثيرة حول الدوافع الحقيقية من وراء هدم الجامع، ملمحين أنها دوافع مذهبية وسياسية بحتة، لأنه كان من الممكن تصويب انحراف القبلة بطرق كثيرة، وليس بهدم المسجد كاملاً. فيما ادعى البعض أن السبب الحقيقي من وراء هدم المسجد هو منع الأهالي المجاورين للمسجد للخطيب «الحوثي» من إمامة المسجد وإلقاء خطبة الجمعة فيه. كما عبر الائتلاف الوطني لمنظمات المجتمع المدني عن استهجانه لعملية الهدم بالقول إنه لا يحق لأحد أن يفتي بخراب جامع أثري، مؤكداً أنه إذا كانت هناك فعلًا فتوى شرعية مكتوبة تنص على هدم الجامع، فكان ينبغي أن يناقشها العلماء كي يحددوا موقفهم من هذه الفتوى قبل عملية الهدم، لأن مسّ أي مبنى في صنعاء القديمة، سواء كان جامعًا أو بيتًا أو أي مرفق آخر، وخصوصًا المساجد، يعتبر جريمة في حق مدينة تاريخية هي ضمن مدن التراث الإنساني، وأن أي مبنى تم بناؤه أو ترميمه قبل عام 1986، أي قبل إعلان صنعاء القديمة ضمن قائمة التراث الإنساني، يجب أن يخضع لقانون هيئة الحفاظ على المدن التاريخية لعام 2013. كما احتج مندوب اليمن لدى منظمة اليونسكو على عملية الهدم واصفًا عملية هدم مسجد النهرين، والذي يعد من التراث العالمي المسجل لدى المنظمة، بأنها جريمة قد تؤثر على وضع صنعاء القديمة المدرجة ضمن قائمة المنظمة للتراث العالمي، وهي موضوعة أصلًا ضمن قائمة التراث العالمي المعرض للخطر. وكان الجامع قبل هدمه يحتوي في جانبيه الشرقي والغربي مدرستين لتدريس العلوم الشرعية الإسلامية. كما أشتهر الجامع بحلقات العلم التي كان يقيمها العالم اليمني الراحل حمود عباس المؤيد، تقام في الجامع صلاة الجمعة يقيمها العلامة يحيى الديلمي. يعد الجامع منارة علمية درس فيه العديد من الأعلام في مجالات الفقه واللغة وأصول الدين، منهم الشيخ المقرئ محمد حسين عامر.

## إعادة بناء الجامع وتوسعته ومواصفاته الهندسية

### إعادة بناء الجامع وافتتاحه
على إثر عملية الهدم، أعلن رجل الأعمال اليمني البارز حسن محمد الكبوس رئيس مجموعة الكبوس التجارية تكفل مجموعته بإعادة بناء جامع النهرين وقبر الملك الحميري سيف بن ذي يزن وسط العاصمة صنعاء. وفي يوم الثلاثاء 2 صفر 1446 هجرية الموافق 6 أغسطس 2024 افتُتِح الجامع بحلته الجديدة وبناءه الفخم بالنمط المعماري اليمني الاسلامي وبمواصفات وخامات قديمة تنسجم مع أصالة وروح فن العمارة اليمنية كونه يقع ضمن منطقة أثرية في إطار صنعاء القديمة. وقد استغرقت عملية بناء الجامع وتوسعته حوالي ثلاث سنوات.

### المواصفات الهندسية والنمط المعماري للجامع الجديد
فيما يلي تفاصيل المواصفات الهندسية والنمط المعماري للجامع الجديد كما وردت في منصة مشاريع الهندسية:

#### النمط المعماري:
تم تنفيذ البناء الجديد لجامع النهرين على مساحة كلية تبلغ 960 متراً مربعا. وقد نُفذ بناء الجامع بشكل رئيسي من هيكل خرساني مسلح عالي المقاومة بواقع 35 ميجا باسكال وحديد عالي المتانة، كما تم كساء الواجهات بالحجر الحبش من محافظة ذمار، وهو الحجر المتميز بـ سواده الكحلي الفريد الممزوج بنتوات بيضاء صغيرة جداً، وذلك على غرار ما تتميز به مساجد صنعاء القديمة. استخدمت القباب في التغطية كنمط معماري بارز ومؤثر منذ القرن السابع عشر والثامن عشر كنمط عثماني أجاده وبرع فية اليمنيين، حيث يتوسط كتلة الجامع قبة كبيرة بقطر 10 أمتار من الداخل وارتفاع كلي من سطح الجامع 8 أمتار و 60 سنتيمتر، وتتوزع حولها 6 قباب متوسطة بقطر 4 أمتار و 60 سنتيمتر وبارتفاع 3 أمتار و 40 سنتيمتر لتضيف بذلك أثراً جمالياً ومعماريًا فريداً. وتتركز كتلة المدخل الرئيسي لقاعة الصلاة على خمسة عقود جنوبا وخمسة عقود عرضية تعلوها خمس قباب صغيرة بقطر 1 متر و 20 سنتيمتر وبارتفاع 2 متر و 10 سنتيمتر من سقف ظلة المدخل.

#### وتتكون مساحة البناء الجديد للجامع من الآتي:
- البَنِيَّة (صالة الصلاة الرئيسية) بمساحة 588 مترا تتسع لعدد 700 مُصَلِّي.
- صالة مخصصة للصلاة في دور البدروم بمساحة 485 مترا مربعا تتسع لنحو 800 مُصَلِّي.
- صالة مخصصة للصلاة للنساء بمساحة 863 مترا مربعا تتسع لنحو 190 مُصلِّيَّة.
- الصوح الخارجي (وهو الباحة أو الفناء الخارجي) بمساحة إجمالية 530 متراً مربعا ويتسع لنحو 520 مُصلِّيًا ليكون اجمالي عدد المُصلِّيْن الذي يستوعبهم الجامع نحو 2010 مُصَلِّي.

#### قمريات الجامع
تم تنفيذ قمريات الجامع بنمط يمني إسلامي متجدد، حيث بلغ عدد القمريات للصالة الخارجية 16 قمرية مزدوجة وكذلك 12 قمرية مزدوجة حول القبة المركزية ذات إضاءة مستدامة.

## انظر ايضاً
- جامع فروة بن مسيك
- جامع قبة المتوكل
- جامع قبة المهدي